# Karl I. (Mecklenburg)

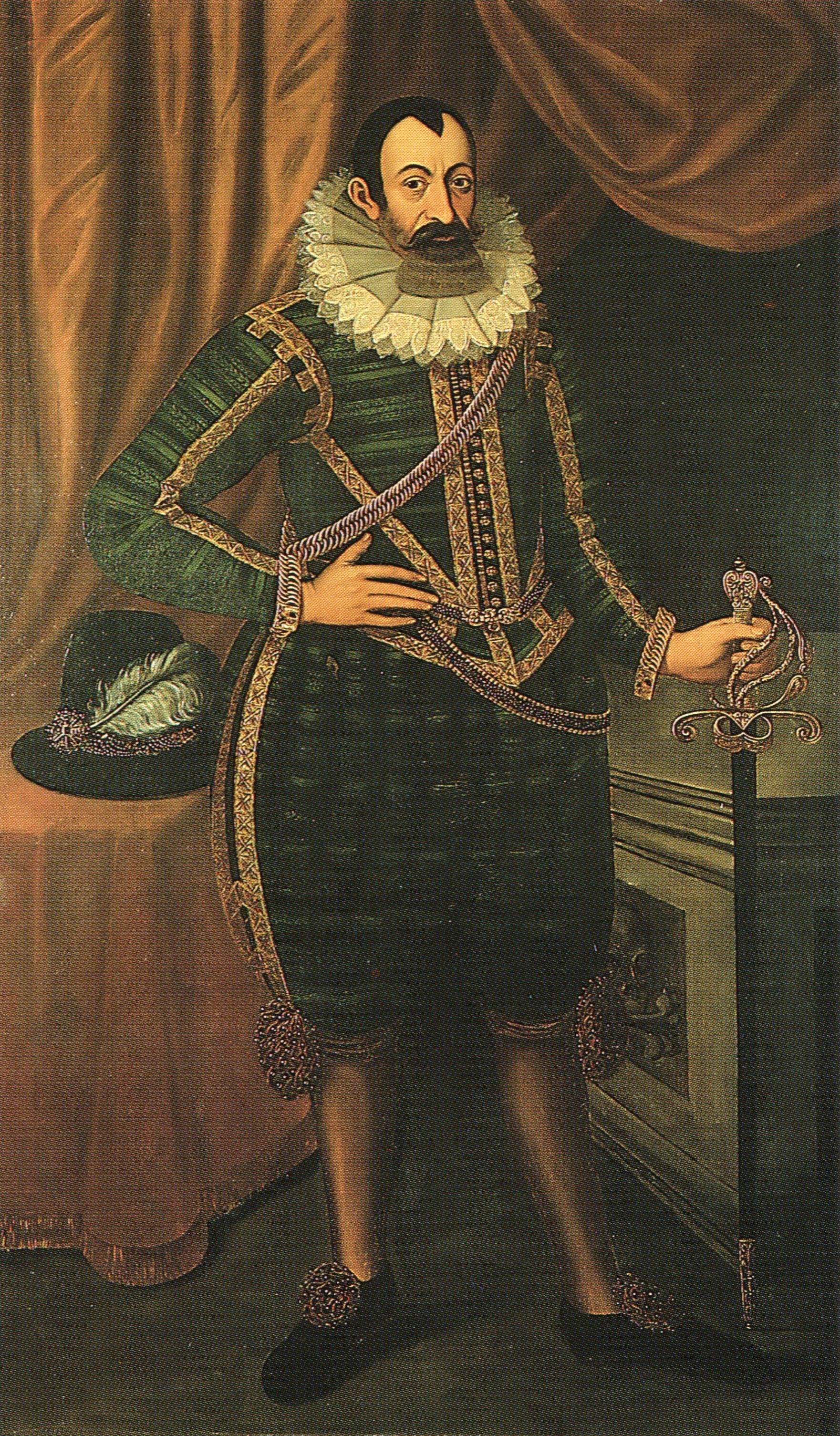
Herzog Karl I., Kopie nach älterer Vorlage von Theodor Fischer, 19. Jahrhundert.

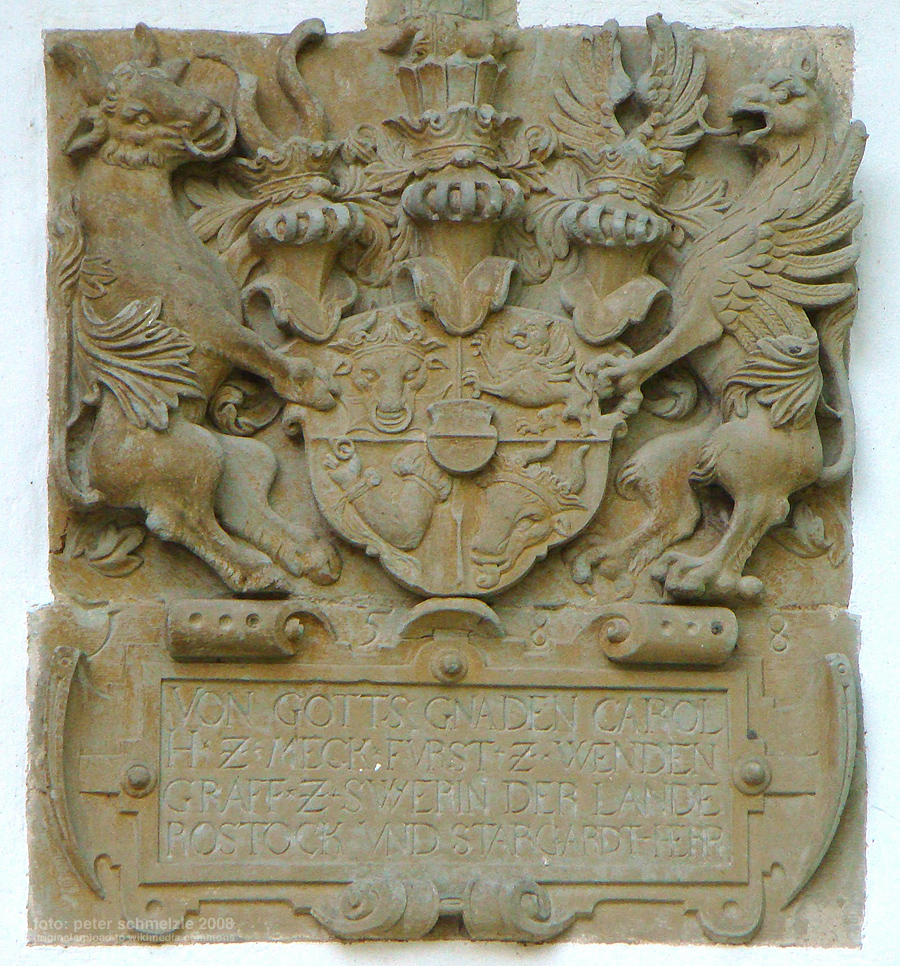
Wappen Karls am 1588 errichteten Torhaus der Schlossinsel (Mirow)

Karl I., Herzog zu Mecklenburg [-Güstrow] (* 28. September 1540 in Neustadt; † 22. Juli 1610 in Güstrow), war regierender Herzog zu Mecklenburg im Landesteil Mecklenburg-Güstrow.
Er war der jüngste Sohn des Herzogs Albrecht VII. In den Jahren von 1564 bis 1610 war Karl Administrator der Johanniterkomturei Mirow. Nach dem Tod der älteren Brüder Johann Albrecht I. († 1576) und Ulrich († 1603) folgte er am 14. März 1603 letzterem als regierender Herzog im Landesteil Güstrow nach und übernahm bis zu seinem Tod die Vormundschaft für die Söhne von Johann VII., Johann Albrecht II. und Adolf Friedrich I., im Landesteil Schwerin. Von 1592 bis 1610 war er zugleich Administrator des Bistums Ratzeburg.
Karl betraute im Jahr 1603 Sophia, die Witwe von Johann VII., mit der Aufgabe, das Erbe ihrer Söhne zu verwalten. Im Jahr 1608 ließ Herzog Karl dann Sophias ältesten Sohn Adolf Friedrich I. von Kaiser Rudolf II. für volljährig erklären. Er wurde im Güstrower Dom bestattet.